# Heteroptera
Heteroptera (do grego: ἕτερος héteros, "diferente"; + πτερόν pteron, "asa"; asas díspares) é uma subordem de insectos da ordem Hemiptera, que agrupa cerca de 40 000 espécies distribuídas por 7 infra-ordens e um elevado número de famílias. O nome da subordem deriva da generalidade das espécies apresentarem asas anteriores parcialmente endurecidas e parcialmente membranosas (nas pontas posteriores), conhecidas como hemiélitros, que em repouso cobrem as posteriores, formando uma superfície plana geralmente colorida. Os membros da primitiva  infraordem Enicocephalomorpha apresentam asas completamente membranosas.
A maioria das espécies é fitófaga (alimenta-se de sucos obtidos de vegetais, como a seiva), tendo, para esse efeito, um aparelho bucal perfurador e sugador, que já apresentam na fase de ninfa. Alguns, contudo, são hematófagos (alimentam-se de sangue) ou perfuram e sugam o interior de outros insectos. As ninfas são muito semelhantes ao insecto adulto, mas sem asas.
O nível taxonómico deste grupo permanece em debate, sendo que em algumas classificações é considerado uma subordem de Hemiptera, noutras apenas como um clado sem categoria taxonómica dentro da subordem Prosorrhyncha. Em qualquer caso, há acordo que os heterópteros são um grupo monofilético.
As infraordens Gerromorpha e Nepomorpha agrupam muitos dos membros aquáticos e semi-aquáticos, enquanto que todos os grupos restantes que são de ocorrência comum estão nas infraordens Cimicomorpha e Pentatomomorpha.

## Morfologia
Os Heteroptera apresentam um corpo com um perfil oblongo, mais ou menos delgado, por vezes atarracado, de forma ovóide, frequentemente deprimido no sentido dorso-ventral. Os élitros (as asas anteriores, modificadas por endurecimento) podem ser discretas, com cores mais ou menos uniformes, ou apresentar cores brilhantes, muitas vezes com caracteres aposemáticos.

### Cabeça
A cabeça é relativamente pequena, móvel, hipognata ou metagnata, com dois ocelos ou nenhum. Em geral apresenta olhos compostos, bastante grandes, geralmente salientes ou pedunculados. As antenas, que se inserem em protuberâncias da cabeça, são relativamente longas e filiformes (parecidas com linhas), compostas de 3 a 5 artículos, às vezes curtas e não visíveis de cima. Em alguns Heteroptera estão presentes na parte anterior da cabeça órgãos sensoriais designados por tricobótrios, compostos por uma pequena depressão (botrídio) contendo finas cerdas sensoriais, destinados a detectar pequenos movimentos ou vibrações do ar ambiente.
O aparelho bucal é do tipo perfurador sugador, com lábio superior curto e triangular, mandíbulas e maxilares transformados em estiletes destinados a perfurar e chupar. O lábio inferior, em geral designado por rostro, consiste em 3-4 artículos com uma forma que permite acomodar os estiletes que formam o lábio superior quando em repouso. Nos lados do rostro estão presentes duas expansões laminares com origem na maxila, conhecidas por búculas (ou bucculae, do latim buccŭla, «boca pequena»), que em geral escondem pelo menos o primeiro segmento do rostro à vista lateral. A forma e o desenvolvimento das búculas são elementos importantes na determinação taxonómica.
O rostro é inserido na área frontal da cabeça, claramente separada do protórax por uma região esclerótica designada por garganta (ou gola). Este carácter distingue os Heteroptera dos Homoptera.
Nas espécies que são zoófagas a gola é geralmente curta, muitas vezes curva,  enquanto que nas espécies fitófagas é bastante longa e, na fase de repouso, estendida ventralmente e encaixando-se entre as coxas.
| |  |  |
| Morfologia dos Heteroptera: vista ventral (à esquerda), lateral (ao centro), dorsal (à direita). |  |  |
| Legenda. A: cabeça; B: tórax; C: abdómen 1: unha; 2: tarso; 3: tíbia; 4: fémur; 5: trocânter; 6: coxa; 7: mesosterno; 8: olho composto; 9: antena; 10: clípeo; 11: lábio superior; 12: búculas; 13: antenífero; 14: gola; 15: rostro (lábio inferior); 16: propleura; 17: mesopleura; 18: ostíolo eferente da glândula odorífera; 19: área evaporativa; 20: metapleura; 21: urosternite; 22: estigmas abdominais; 23: laterotergite; 24: gonapofises; 25: pronoto; 26: escutelo; 27: clavo; 28: cório; 29: embólio; 30: membrana. |  |  |

### Tórax

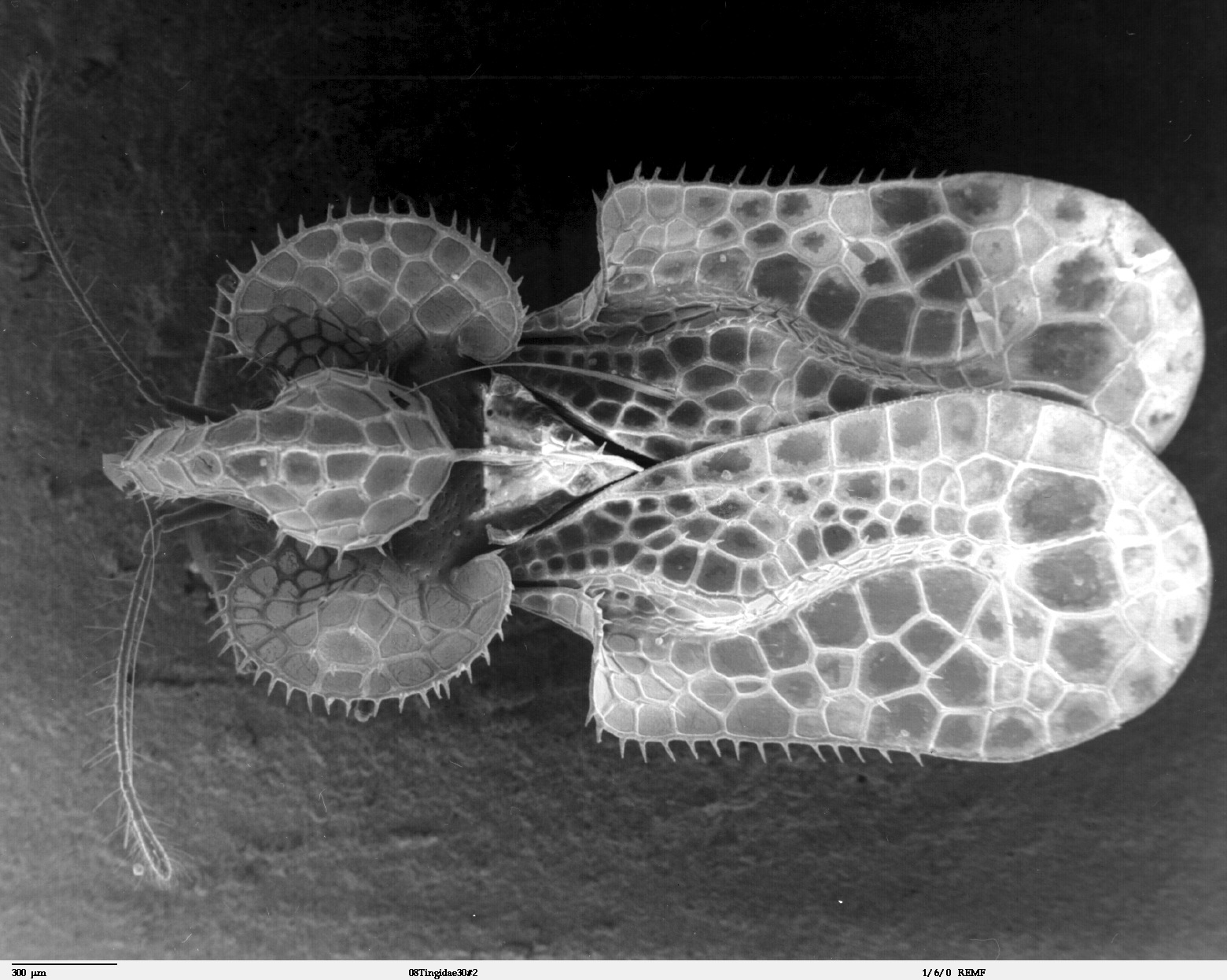
Expansões e esculturação do pronoto nos Tingidae.

O tórax apresenta um pronoto bastante desenvolvido, por vezes dividido em duas parte, frequentemente de forma trapezoidal, alargando-se posteriormente. Em diversas espécies pode apresentar expansões laterais ou processos de várias formas e desenvolvimento. O mesotórax e o metatórax são visíveis apenas parcialmente nas formas aladas, limitando-se a parte exposta ao escutelo. O escutelo é em geral de forma triangular e pode estender-se posteriormente até recobrir parte do abdómen. Em algumas espécies do grupo Pentatomoidea pode ser notavelmente desenvolvido, até recobrir inteiramente, o quase, o abdómen e as asas.

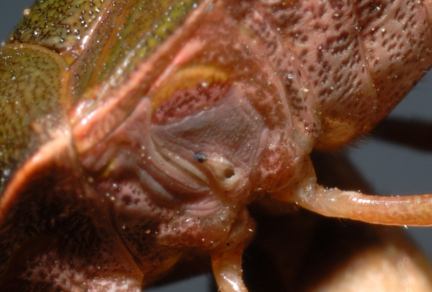
Abertura da glândula odorífera no pentatomídeo Palomena prasina.

No metatórax está localizado o a abertura da glândula odorífera (ou das glândulas odoríferas, caso haja mais de uma). Com base no número de glândulas são estabelecidos dois tipos distintos:
- Tipo omphalium — presente por exemplo nos Gerridae, constituído por uma única abertura, ímpar e mediana, situada no metasterno;
- Tipo diastómico — presente por exemplo nos Pentatomoidea, constituído por duas aberturas pares e simétricas, em correspondência com a estrutura da metapleura.

A saída do ducto eferente da glândula odorífera consiste num sulco, designado por ostíolo, que se abre no centro de uma área, chamada de área de evaporação, com o tegumento morfologicamente distinto da área circundante: a área de evaporação apresenta uma superfície com aspecto áspero ou granulado, estrutura destinada a acelerar a evaporação da secreção, potenciando o seu efeito de produção de odor. A forma da área de evaporação é um elemento útil na determinação taxonómica. Nos estágios juvenis, as glândulas odoríferas estão localizadas no abdómen e os seus eferentes abrem na margem anterior dos urotergites IV-VI.
Na subordem há formas semi-ápteras, ou mesmo ápteras, mas geralmente as asas são bem desenvolvidas e cobrem completamente o abdómen. O carácter diferencial mais óbvio, que dá o nome ao grupo, é a conformação da asa anterior, transformada em hemiélitro, ou seja, com a área proximal esclerosada e a distal membranosa. As asas dianteiras raramente são inteiramente, ou mesmo ligeiramente, esclerificadas (tégminas) ou totalmente membranosas.

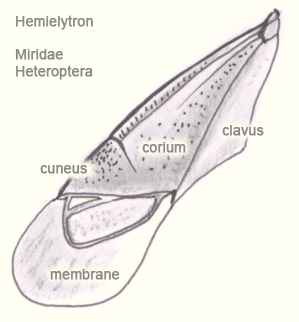
Morfologia da asa anterior (hemiélitro) dos Miridae.

Tipicamente, o hemiélitro dos heterópteros é dividido em três áreas de asa: a membrana, o cório (seção do hemiélitro, asa anterior, geralmente coriáceo) e o clavo (área da asa delimitada pelo sulco do clavo e pela margem posterior). Com esta configuração, nos hemiélitros típicos, a região proximal esclerificada é dividida por uma ranhura em duas zonas, respectivamente o cório e o clavo. O sulco divisório corre aproximadamente paralelo ao bordo do escutelo, conferindo à morfologia das asas a sua configuração característica.
O cório (ou corium) estende-se sobre a maior parte da região activa durante o voo e ao longo da margem costal. Por sua vez, o clavo (ou clavus) é uma estreita área situada ao longo do bordo posterior, adjacente ao escutelo quando as asas estão em repouso. Em alguns Cimicomorpha (Miroidea e Anthocoridae) o cório apresenta na parte distal uma área triangular diferenciada, designada por cúneo, separado do resto do cório por uma linha mais ou menos pronunciado; a área do cório paralela à margem costal é designada por embólio.
A parte distal dos hemiélitros, correspondente a metade ou porção menor, é membranosa e transparente e é designada por «membrana». A membrana pode ser mais ou menos rica em nervuras, cujo número e desenvolvimento podem ser um elemento útil na determinação taxonómica. As asas posteriores são totalmente membranosas.
Durante o repouso, os hemiélitros permanecem dobrados sobre o abdómen e mantidos horizontalmente, cobrindo as asas posteriores e todo o abdómen. Esta configuração garante que as áreas membranosas são sobrepostas, ficando os clavos dos dois hemiélitros mutuamente opostos e intercalados pelo escutelo, e os córios voltados para o exterior.
Embora geralmente a generalidade das espécies seja capaz de voar, os Heteroptera não são voadores excepcionais, o que não impede que algumas espécies sejam capazes de realizar migrações relativamente longas. As asas têm um aparato de conexão bastante complexo: na margem traseira dos hemiélitros há um par de saliências nas quais a margem dorsal da asa traseira se encaixa através de um engrossamento.

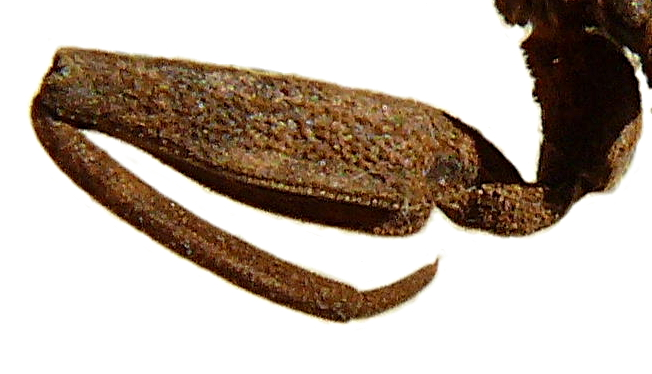
Pata raptatória de Nepa cinerea.

As patas da maioria das espécies são bem desenvolvidas e frequentemente apresentam adaptações morfofuncionais. Em geral, as pernas são do tipo cursorial ou ambulatorial. As patas anteriores são por vezes modificados para o tipo de raptorial (por exemplo nos Nepoidea) nas formas predatórias ou forma adaptadas a escavação (por exemplo em Corixidae). As patas médias e posteriores são geralmente transformados em patas natatórias (semelhantes a minúsculas barbatanas) nas formas puramente aquáticas (Nepomorpha). Nas espécies pertencentes ao grupo Gerromorpha as patas são frequentemente finas e alongadas, moldadas para permitir a locomoção na superfície da água. Finalmente, no grupo Miridae, as patas posteriores são muitas vezes de um tipo adaptado ao salto, formando patas saltatórias com fémures ligeiramente aumentados. Nas espécies do grupo Coreidae os fémures e as tíbias são frequentemente achatados e caracterizados pela presença de processos de várias formas e desenvolvimentos, dando uma aparência bizarra à forma das patas traseiras. Os tarsos são geralmente compostos de três segmentos, com pré-tarsos conformadas de várias maneiras.

### Abdómen

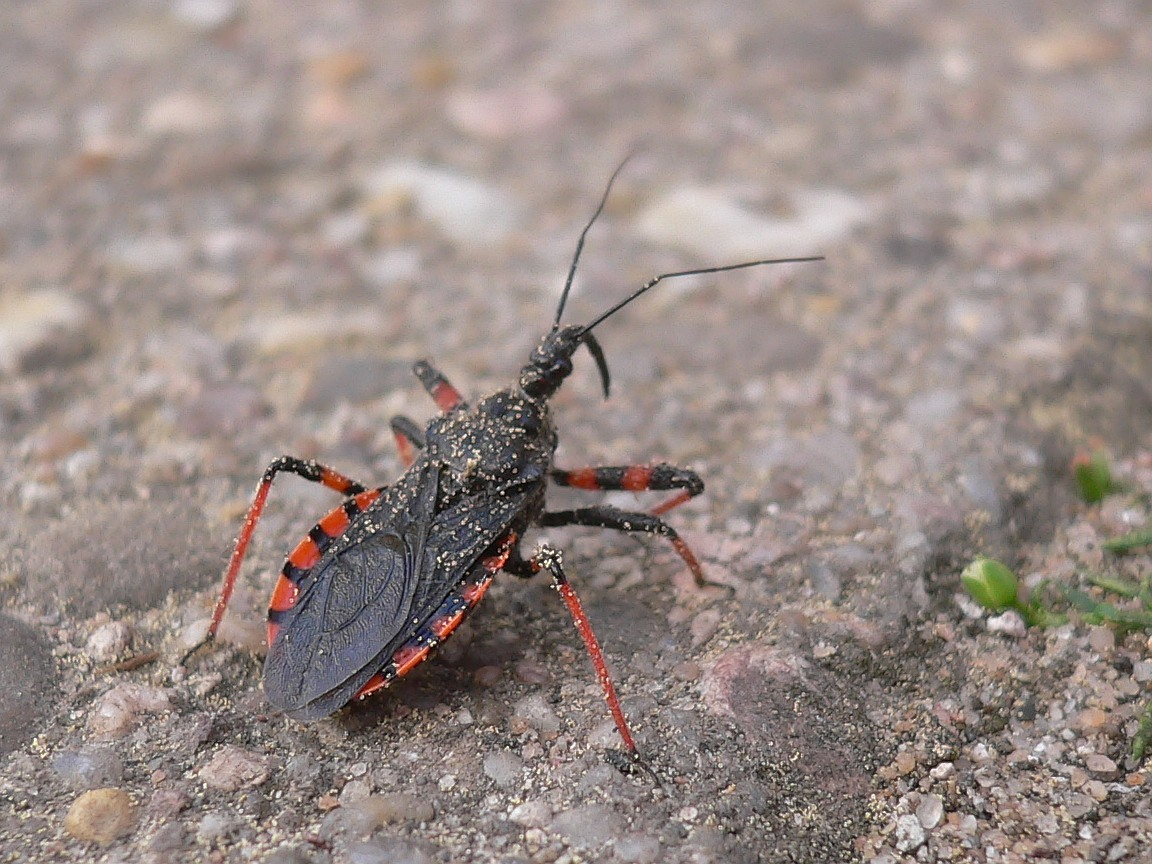
Laterotergites de Rhinocoris annulatus.

O abdómen (ou metassoma) é geralmente deprimida na direcção dorsal-ventral, apresentando frequentemente expansões laterais achatadas, designadas por laterotergites ou paratergites, que se projectam a partir dos hemiélitros. Consiste em 9 urites nos machos e 10 nas fêmeas, sendo o último muito reduzido.
Nos Heteroptera os cercos estão ausentes. Em algumas formas aquáticas (Nepidae), o último urite tem dois sifões, mais ou menos longos, usado para extrair o ar da superfície quando em imersão, mas na generalidade das espécies de Heteroptera os apêndices abdominais estão ausentes.
Os ductos excretores das glândulas odoríferas abrem na borda anterior dos urites 4-5 ou 4-6 das formas juvenis. Na parte ventral do Pentatomomorpha existem tricobótrios, cujo número e posição são elementos de determinação taxonómica.

O ovipositor está presente em muitas famílias e é composto por três pares de valvas. O aparelho genital masculino é assimétrica em alguns Cimicoidea (Cimicidae e Anthocoridae), tal como pode ser assimétrica  a conformação do último urito do abdómen dos machos.

### Anatomia

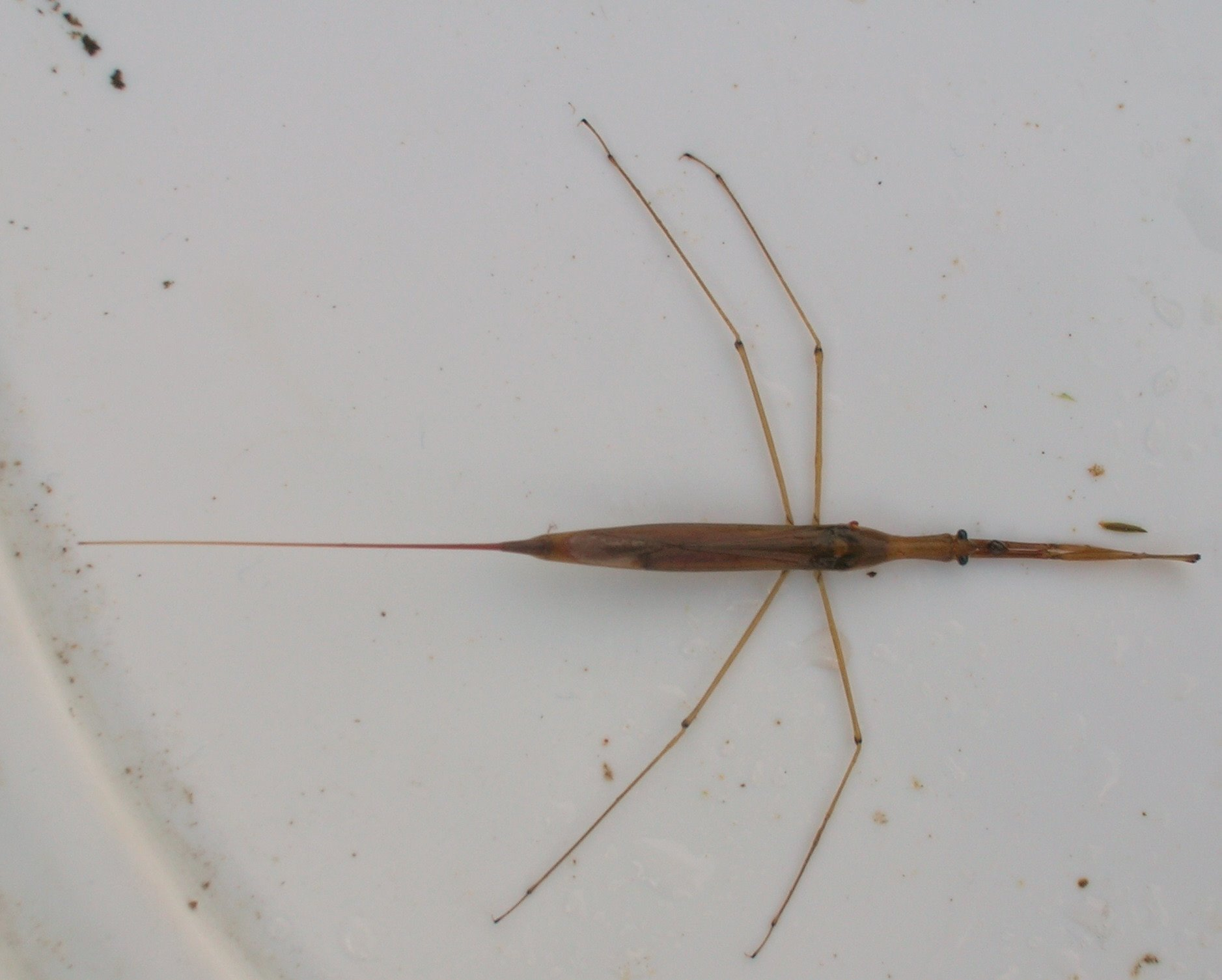
Ranatra linearis. Na parte de trás do abdómen, são evidentes os dois sifões, unidos longitudinalmente.

O tracto digestivo dos Heteroptera é caracterizado, como em todos os Hemiptera, pela presença de uma bomba faringeal, ou seja, um desenvolvimento especial da túnica interna da faringe associado a um sistema de músculos dilatadores dorsais, capaz de exercer uma acção de sucção de alimentos líquidos. O esófago é curto, o mesentério é dividido em quatro porções por pontos de estrangulamento e, em espécies sugadoras de plantas existem divertículos cegos contendo bactérias simbiontes. O proctodeo é curto e tem associados a 2 ou 4 tubos de Malpighi.
O  sistema respiratório dos Heteroptera terrestres e semi-aquáticos é geralmente equipada com 10 pares de estigmas, dos quais 2 pares são torácicos e os restantes estão dispostos na parte ventral dos urites I-VIII. Em formas aquáticas podem ocorrer modificações morfo-estruturais que reduzam o número de estigmas, mas as modificações mais notáveis são encontradas nos Nepidae, com o prolongamento do último par em dois processos caudais designados por sifões.
O aparelho secretor caracteriza-se, na maioria dos Heteroptera, pela presença de glândulas odoríferas que secretam uma substância quase sempre considerada mal-cheiroso pelos humanos, com efeito repelente. Nas formas juvenis, as glândulas odoríferas localizam-se no abdómen e fluem para a parte dorsal. Nos adultos, por outro lado, estão dispostos no tórax, presentes em número de duas ou de apenas uma, neste último caso bastante desenvolvida. As condutas eferentes, como já foi dito, podem ter uma única saída (tipo omphalium), ou duas saídas latero-ventrais (tipo diastómico).

## Biologia

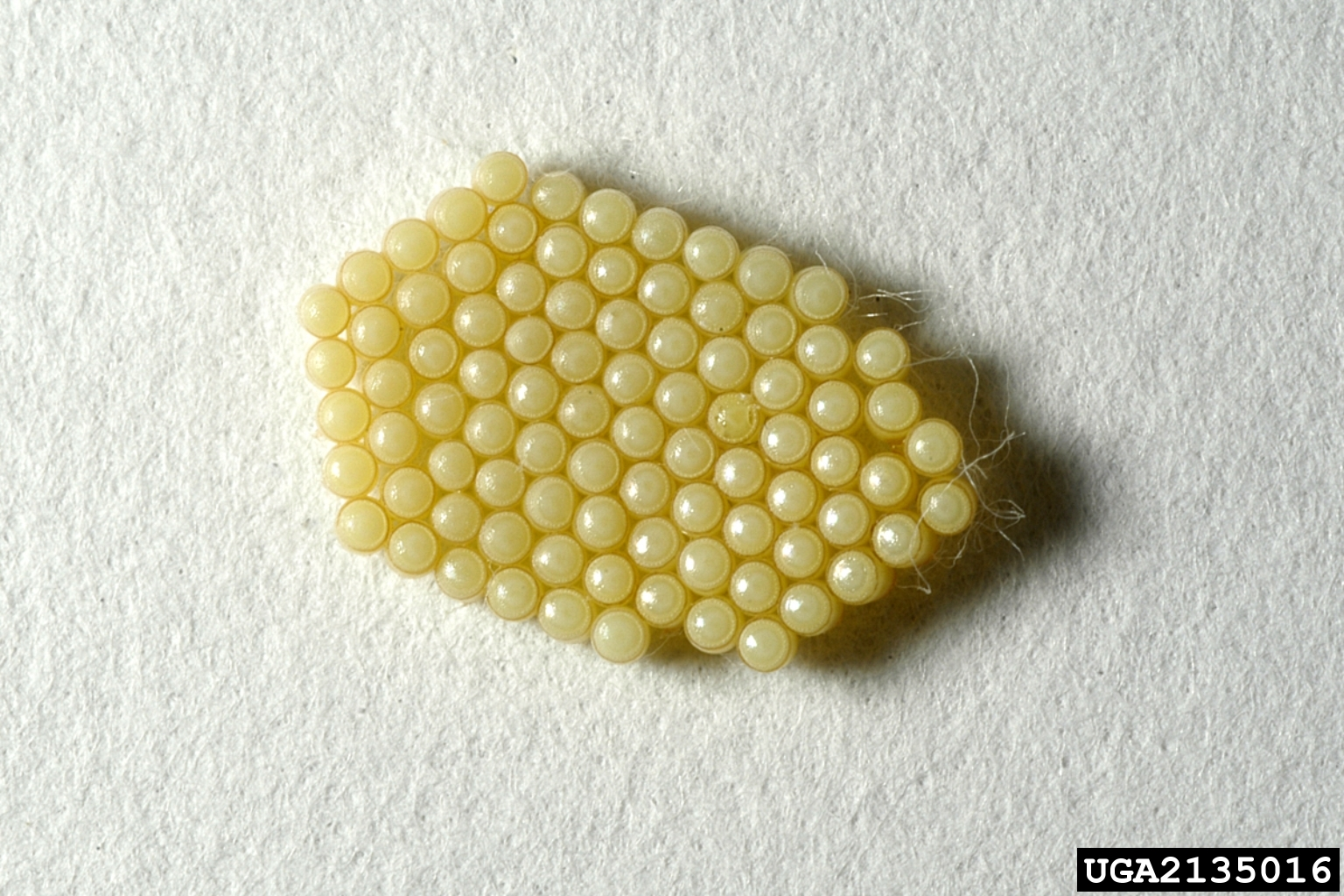
Postura de Nezara viridula.

Os Heteroptera são em geral insectos paurometabólicos cujo desenvolvimento pós-embrionário passa por dois estágios de neânida e três de ninfa. Todas as espécies integradas no grupo reproduzem-se por anfigonia e são ovíparas.
Embora algumas espécies disponham os ovos isolados ou em pequenos grupos, a forma mais frequente de ovoposição é criar grupos constituídos por numerosos ovos, sobre em vários suportes, mas mais frequentemente na superfície de folhas, caules e outros órgão de plantas. Os ovos são  frequentemente parcialmente inseridos nos tecidos das plantas ou colados com uma secreção produzida por glândulas acessórias do aparelho genital designadas por glândulas coletéricas.
Em algumas espécies de heterópteros aquáticos (por exemplo, Belostomatidae) a deposição dos ovos é muito diferenciada, sendo que em alguns estes são colados sobre as costas dos machos para que estes os transportem. O objectivo é permitir que a incubação tenha um óptimo desempenho, alternando a imersão com emersão de forma a regular o fluxo de oxigénio e a temperatura.
A alimentação é geralmente saprófica, zoófaga ou fitófaga, mas espécies omnívoras e capazes de canibalismo, que são factores geralmente importantes na regulação das populações, não são raras. As formas zoofágicas são geralmente hematófagas. Os hematófagos encontram-se maioritariamente nas famílias Cimicidae, Polyctenidae e Reduviidae (subfamília Triatominae) e atacam maioritariamente mamíferos e aves. Algumas espécies estão associadas aos humanos.

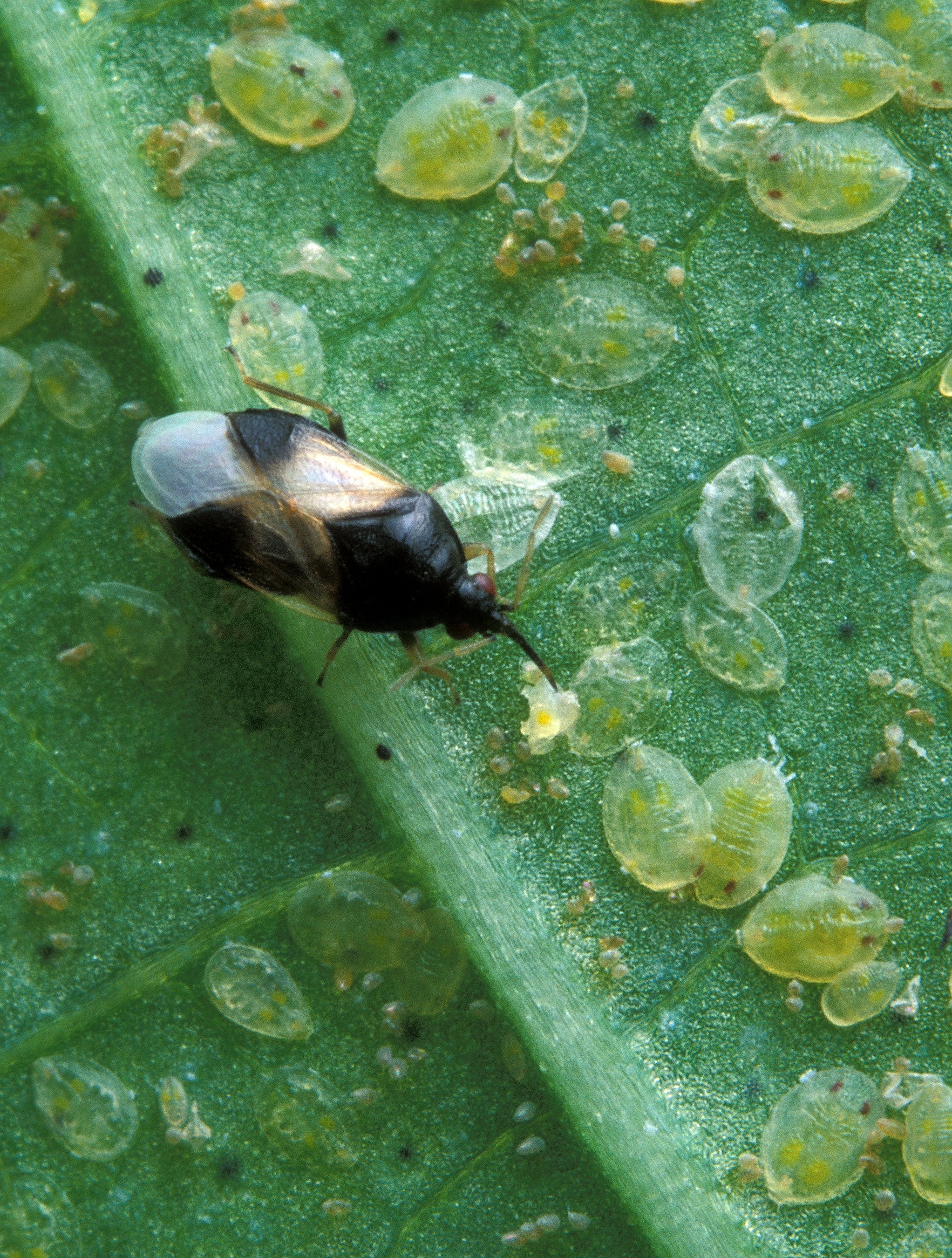
Orius insidiosus predando Aleyrodidae.

Formas predadoras estão presentes em diferentes famílias e alimentam-se, na maioria dos casos, à custa de pequenos artrópodes, tais como ácaros, Thysanoptera, Homoptera, e de ovos de várias tipos. Os predadores aquáticos ou capazes de mergulhar geralmente mostram uma polifagia acentuada, atacando em geral vários tipos invertebrados e, no caso de espécies maiores, também pequenos vertebrados (girinos e alevinos de vários peixes).
A predação é frequentemente associada a uma agressividade acentuada, encontrada especialmente entre os Reduviidae, os Nabidae e vários heterópteros associados a ambientes aquáticos. Muitas espécies também podem ferir humanos quando perturbadas. Espécies predatórias de interesse particular ocorrem nas famílias Miridae, Anthocoridae e Joppeicidae, sendo que algumas são usadas em aplicações de luta biológica.
Os grupos mais numerosos e importantes de heterópteros fitófagos são geralmente encontrados nas famílias Tingidae e Miridae e na infra-ordem dos Pentatomomorpha. Em comparação com os Homoptera, a nocividade dos heterópteros é de importância secundária do ponto de vista económico, embora muitas espécies possam ocasionalmente ou frequentemente ser prejudiciais às culturas. Os danos consistem principalmente em diminuições na produtividade das plantas, por subtracção da seiva e por abortos florais, depreciação do produto pelo aparecimento de áreas mais ou menos extensas branqueadas ou necróticas e pela transmissão de sabores e odores desagradáveis. Algumas espécies, entre os Pentatomomorpha, são possíveis vectores de vírus. Os órgãos atacados são, em função da espécie, geralmente flores, sementes, frutos, folhas e rebentos jovens.
Outros regimes alimentares incluem a presença de Heteroptera micetófagos, isto é capazes de se alimentarem de fungos, e de espécies adaptadas a relações ecológicas de sinfilia vivendo como comensais nos ninhos de insectos sociais.
O habitat determina uma variação considerável nos hábitos e nutrição. As espécies terrestres, tanto sugadoras de seiva como predadoras, vivem principalmente em plantas, com uma tendência mais ou menos acentuada para as formas arbórea ou herbáceas. Outras espécies vivem principalmente no solo ou na manta morta das florestas; geralmente são espécies saprófagas ou fitófagas que se alimentam à custa de sementes caídas no chão ou, em menor número, espécies predadoras.

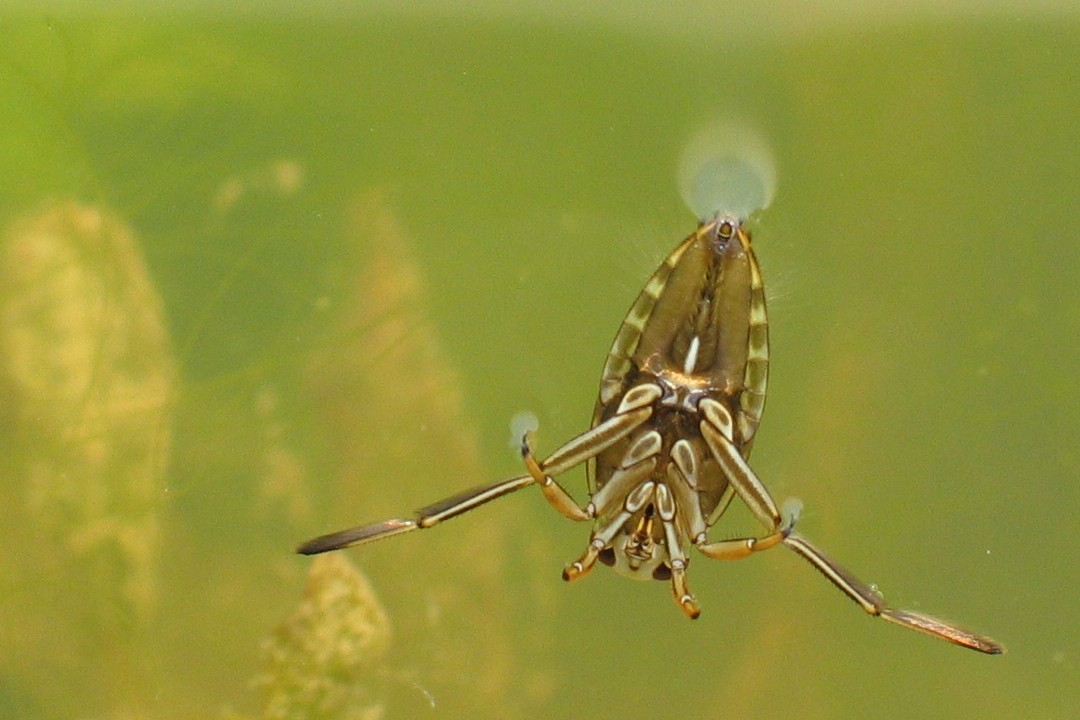
Notonecta glauca, uma espécie aquática.

Entre os habitats terrestres onde ocorrem determinadas espécies de Heteroptera  incluem-se os ambientes domésticos, particularmente para Cimicomorpha hematófagos associados aos humanos, em especial os percevejos.
Algumas infra-ordens incluem espécies associadas mais ou menos de perto com ambientes aquáticos ou que preferem ambientes próximos de corpos de água de vários tipos. Estas espécies podem ser classificadas em dois grandes grupos:
- Espécies puramente aquáticos — o grupo mais importante deste tipo de espécies integra-se na infraordem Nepomorpha e ocorre em água doce ou salgada, geralmente nas águas lênticas de lagos, lagoas, pântanos e rios de águas lentas, com a sua actividade a ocorrer principalmente debaixo de água. A sua morfologia está adaptada a longos mergulhos, por isso, têm estruturas morfo-anatómicas capazes de explorar reservas de ar ou extrair o ar da superfície. É frequente é a presença de patas natatórias.
- Espécies semi-aquáticas — o grupo mais importante é parte das infraordens Gerromorpha e Leptopodomorpha, ocorrendo geralmente em zonas de areia, nas margens ou na vegetação de ambientes aquáticos ou mesma sobre a superfície da água. São capazes de mergulhos curtos e muitas espécies são capazes de se mover caminhando ou deslizando sobre a água usando a tensão superficial. Algumas espécies ocorrem em habitats marinhos.

## Sistemática

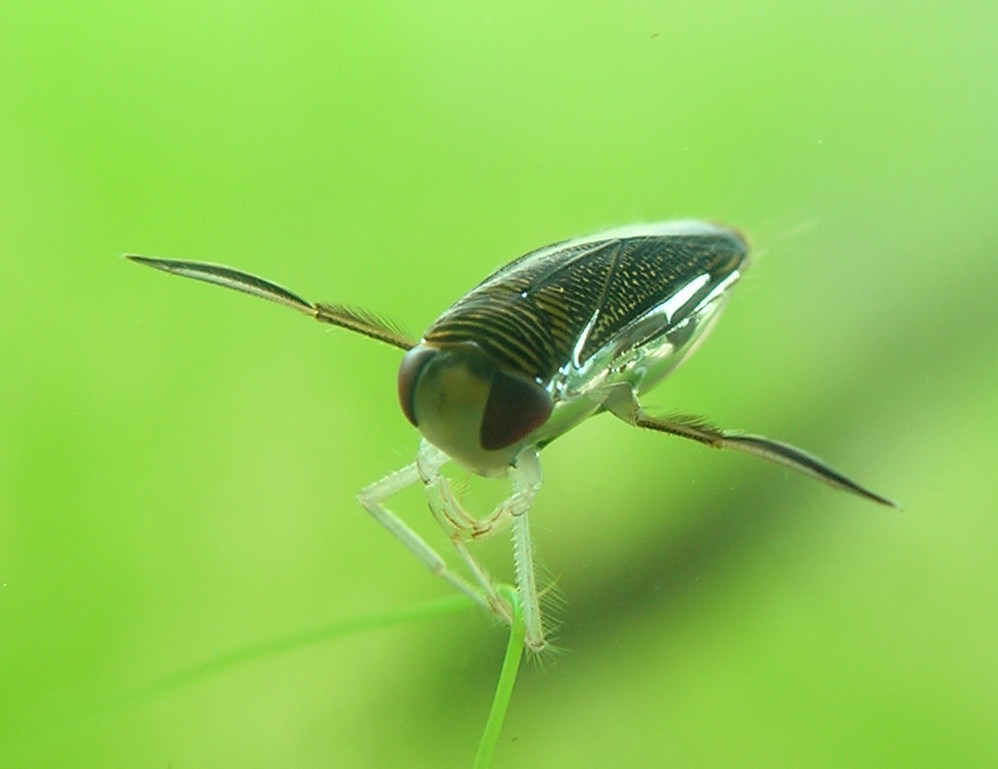
Corixa punctata (Nepomorpha: Corixidae)

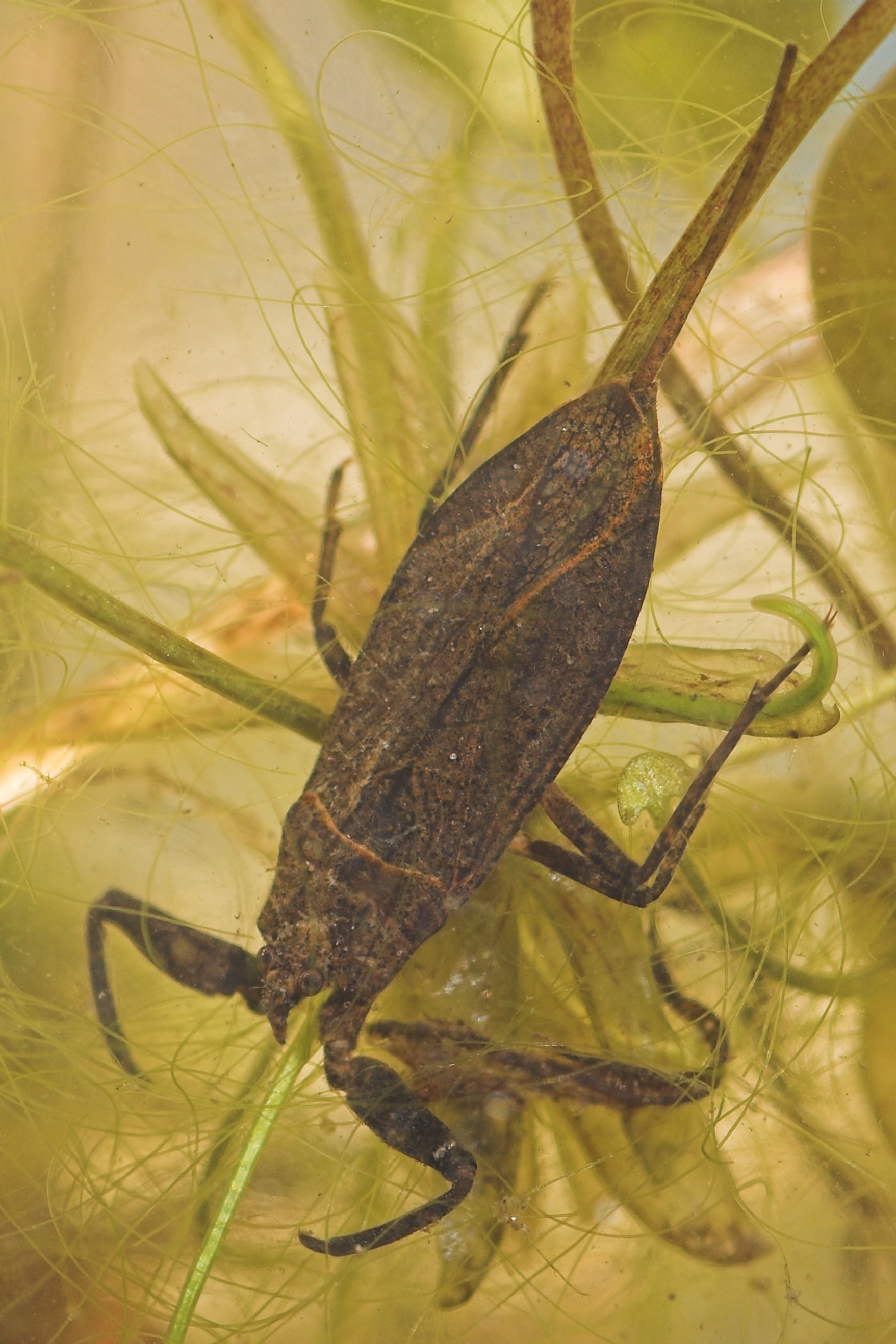
Nepa cinerea (Nepomorpha: Nepidae)

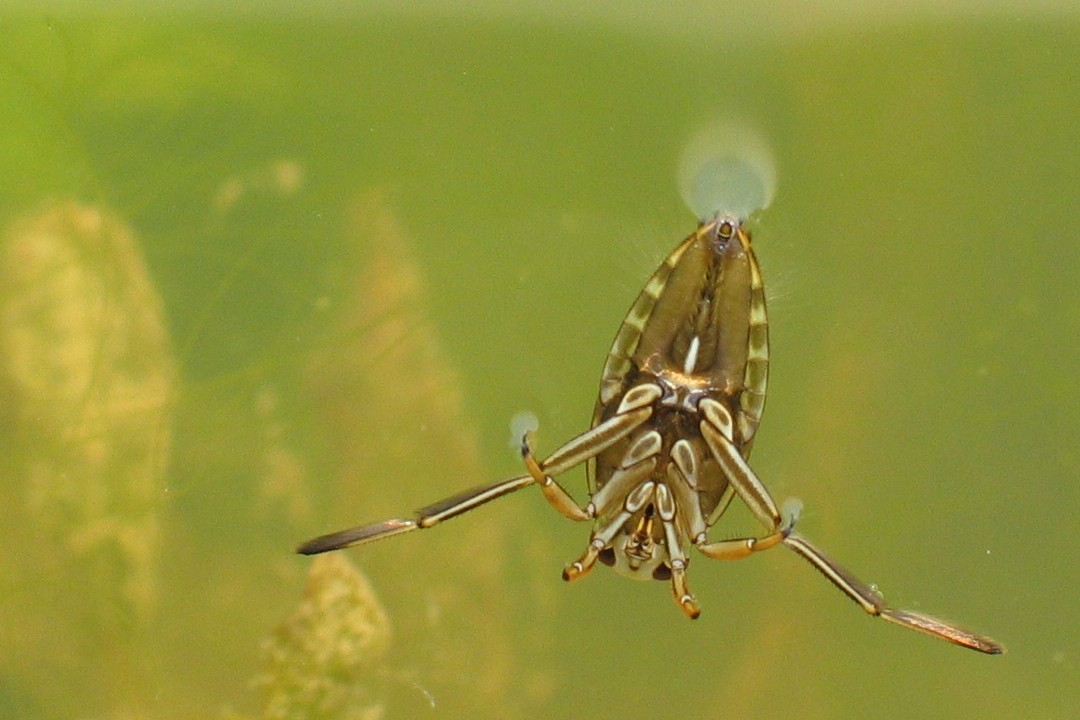
Notonecta glauca (Nepomorpha: Notonectidae)

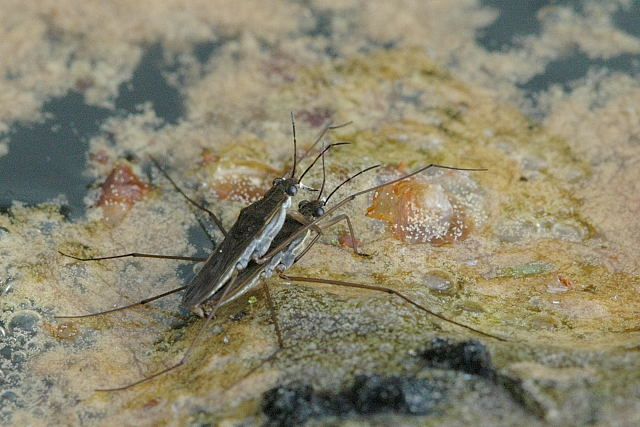
Gerris lacustris (Gerromorpha: Gerridae)

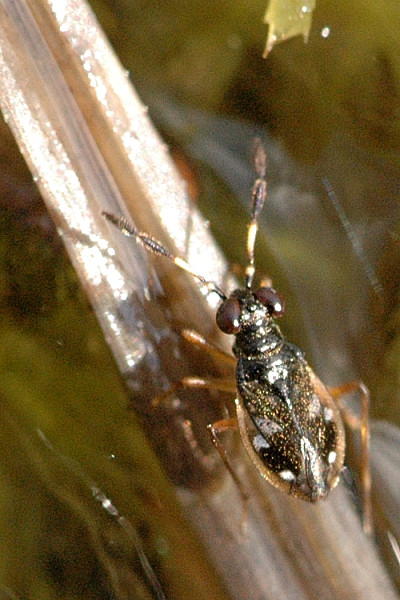
Chartoscirta cocksii (Leptopodomorpha:Saldidae)

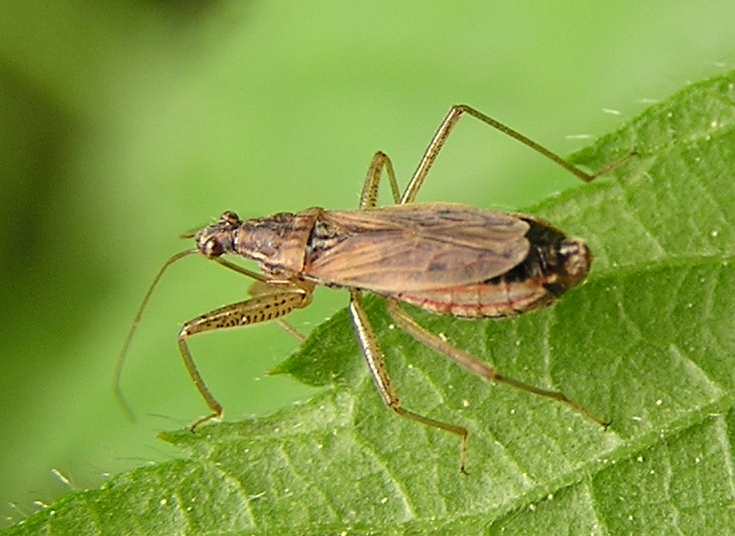
Nabis rugosus (Cimicomorpha: Nabidae)

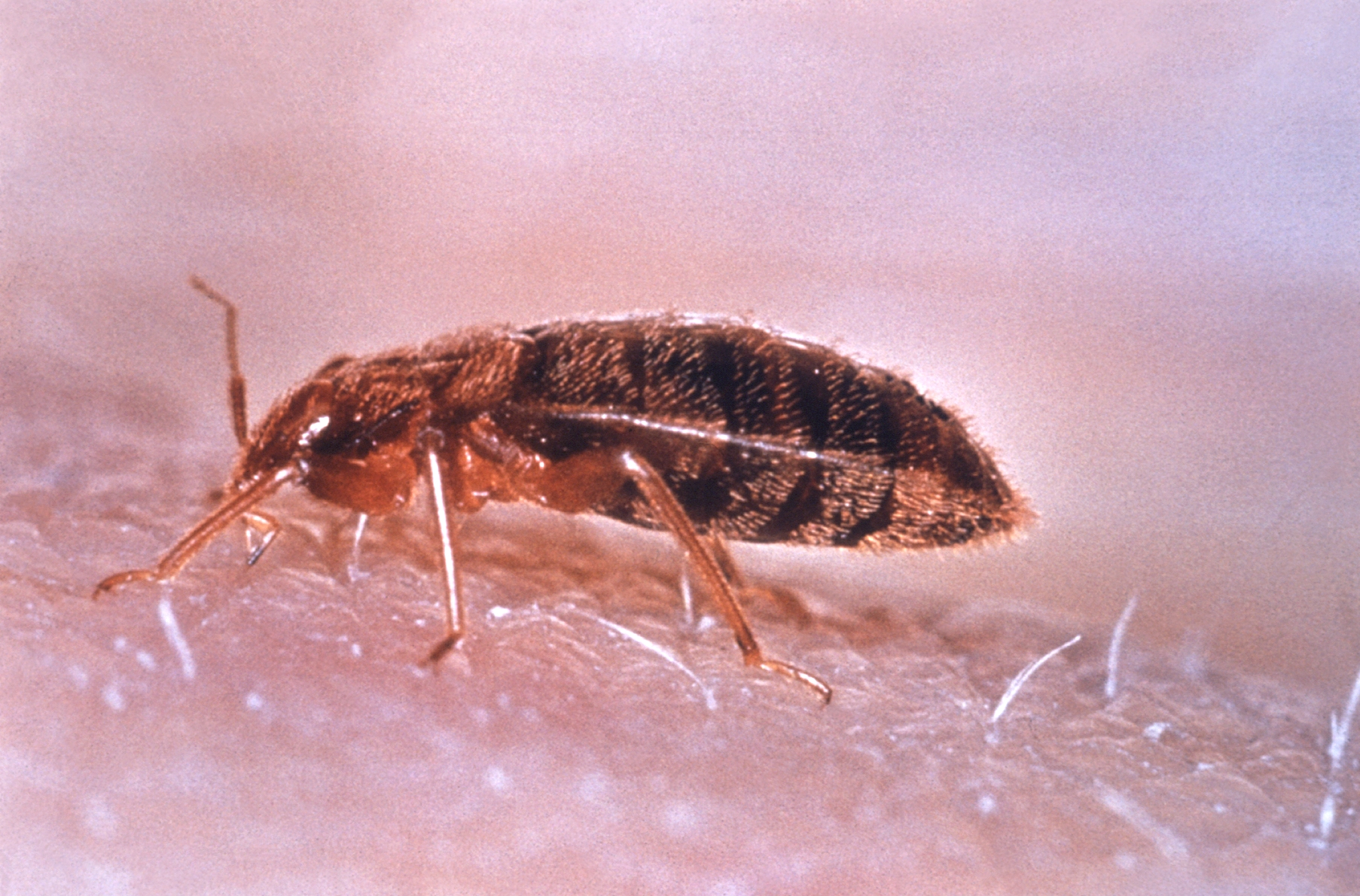
Cimex lectularius (Cimicomorpha: Cimicidae)

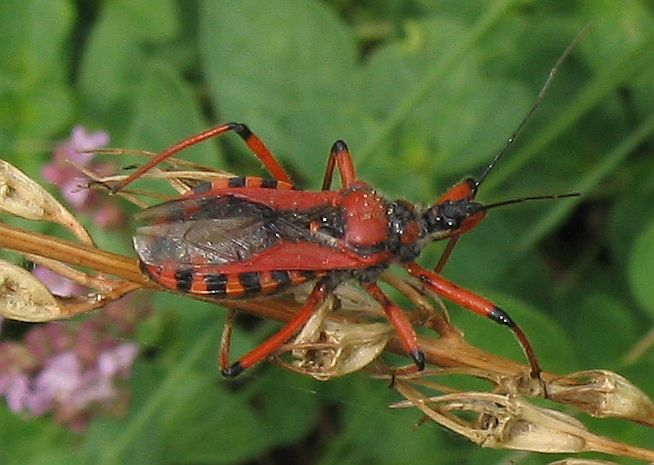
Rhynocoris iracundus (Cimicomorpha: Reduviidae)

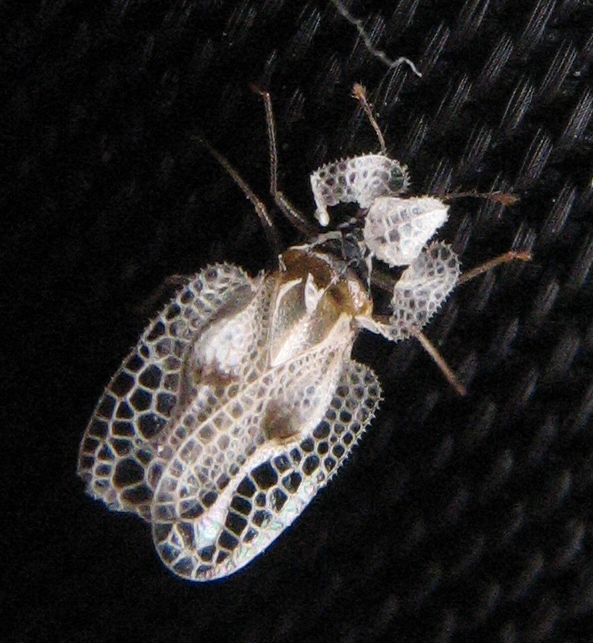
Corythucha ciliata (Cimicomorpha: Tingidae)

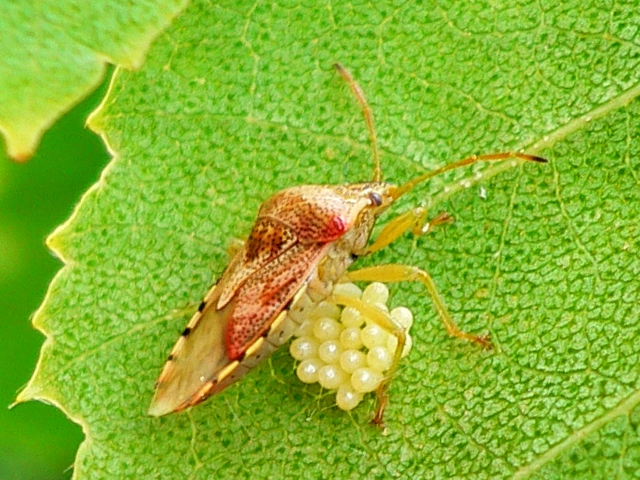
Elasmucha grisea (Pentatomomorpha: Acanthosomatidae)

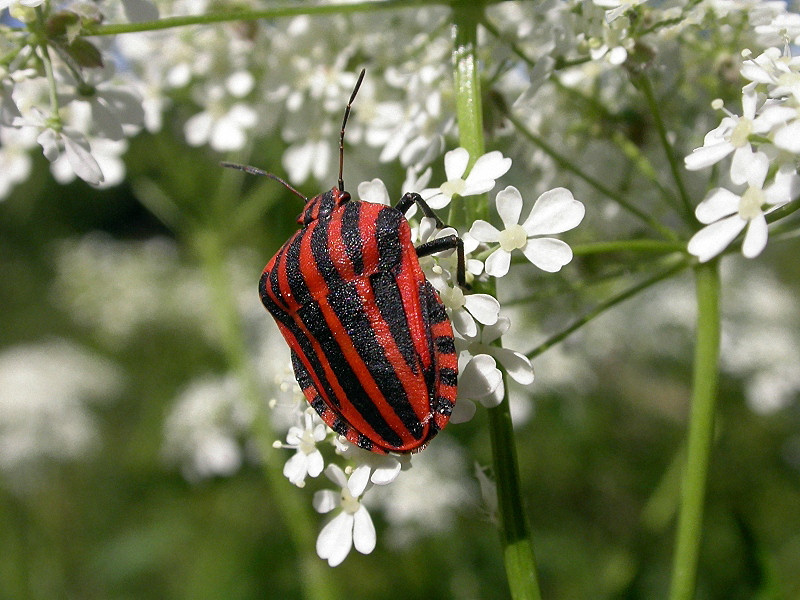
Graphosoma lineatum (Pentatomomorpha: Pentatomidae)

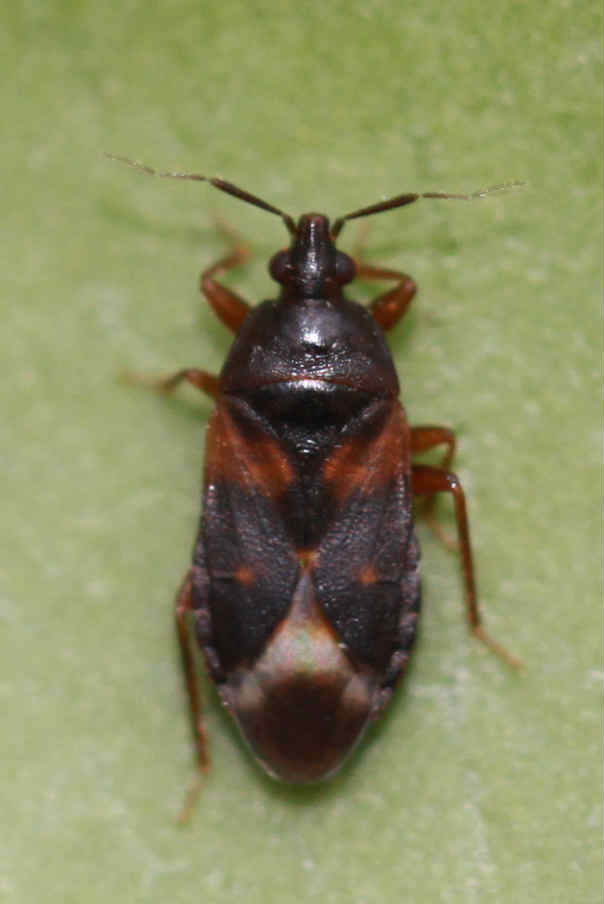
Lyctocoris dimidiatus

São conhecidas cerca de 40 000 espécies, distribuídas por um elevado número de famílias, as quais ainda não se encontram ordenadas num sistema de classificação que produza uma organização sistemática isenta de incertezas.
Embora os heterópteros tenham sido considerados como uma ordem de insectos praticamente desde a sua descrição em 1810 por Pierre André Latreille, nos últimos anos, em resultado da redefinição do conceito de "hemíptero", foram relegados apara um nível taxonómico inferior (subordem ou menos). Não obstante essa realidade, continuam a ser tratados como ordem por muitos especialistas.
A estrutura taxonómica deste grupo tem sido tradicionalmente baseada na morfologia das antenas. Em 1825 Pierre André Latreille distinguiu dois agrupamentos, que designou por Hydrocorisae (insectos aquáticos) e Geocorisae (insectos terrestres). Nesse sistema de classificação, os Hydrocorisae correspondem à presente infraordem Nepomorpha. Por sua vez, em 1833, Léon Dufour separou dos Geocorisae o agrupamento Amphibicorisae (alfaiates), hoje integrados na infraordem Gerromorpha. Essa estruturação conduziu à divisão clássica, hoje contestada por ser claramente parafilética, nas seguintes divisões:
- Divisão Geocorisae
- Divisão Amphibicorisae
- Divisão Hydrocorisae

Franz Xaver Fieber, em 1861, propôs a criação de dois agrupamentos: (1) Cryptocerata (com antenas ocultas) para os Hydrocorisae; e (2) Gymnocerata (com antenas livres e visíveis) para Geocorisae. Contudo, na procura de uma repartição de famílias que permita criar grupos monofiléticos, desde o trabalho de Leston, Pendergrast e Southwood, publicado em 1954, e de outros autores que o aprofundaram, passaram a ser distinguidas sete infraordens em vez dos três grupos tradicionais.
Segundo a sistemática cladística, tanto baseada em dados morfológicos como em dados moleculares, os heterópteros formam um clado, sendo portanto monofiléticos, enquanto que os hemípteros não heterópteros (antigos homópteros) são claramente parafiléticos, como pode comprovar-se no seguinte cladograma:
|               | Archaeorrhyncha                                                                    |
|               |                                                                                    |
| Prosorrhyncha | \| \| Peloridiomorpha (ou Coleorrhyncha) \| \| \| \| \| \| Heteroptera \| \| \| \| |
|               | \| \| Peloridiomorpha (ou Coleorrhyncha) \| \| \| \| \| \| Heteroptera \| \| \| \| |
|               | Peloridiomorpha (ou Coleorrhyncha)                                                 |
|               |                                                                                    |
|               | Heteroptera                                                                        |
|               |                                                                                    |

|  | Peloridiomorpha (ou Coleorrhyncha) |
|  |                                    |
|  | Heteroptera                        |
|  |                                    |

|               | Archaeorrhyncha                                                                    |
|               |                                                                                    |
| Prosorrhyncha | \| \| Peloridiomorpha (ou Coleorrhyncha) \| \| \| \| \| \| Heteroptera \| \| \| \| |
|               | \| \| Peloridiomorpha (ou Coleorrhyncha) \| \| \| \| \| \| Heteroptera \| \| \| \| |
|               | Peloridiomorpha (ou Coleorrhyncha)                                                 |
|               |                                                                                    |
|               | Heteroptera                                                                        |
|               |                                                                                    |

|  | Peloridiomorpha (ou Coleorrhyncha) |
|  |                                    |
|  | Heteroptera                        |
|  |                                    |

|               | Archaeorrhyncha                                                                    |
|               |                                                                                    |
| Prosorrhyncha | \| \| Peloridiomorpha (ou Coleorrhyncha) \| \| \| \| \| \| Heteroptera \| \| \| \| |
|               | \| \| Peloridiomorpha (ou Coleorrhyncha) \| \| \| \| \| \| Heteroptera \| \| \| \| |
|               | Peloridiomorpha (ou Coleorrhyncha)                                                 |
|               |                                                                                    |
|               | Heteroptera                                                                        |
|               |                                                                                    |

|  | Peloridiomorpha (ou Coleorrhyncha) |
|  |                                    |
|  | Heteroptera                        |
|  |                                    |

|               | Archaeorrhyncha                                                                    |
|               |                                                                                    |
| Prosorrhyncha | \| \| Peloridiomorpha (ou Coleorrhyncha) \| \| \| \| \| \| Heteroptera \| \| \| \| |
|               | \| \| Peloridiomorpha (ou Coleorrhyncha) \| \| \| \| \| \| Heteroptera \| \| \| \| |
|               | Peloridiomorpha (ou Coleorrhyncha)                                                 |
|               |                                                                                    |
|               | Heteroptera                                                                        |
|               |                                                                                    |

|  | Peloridiomorpha (ou Coleorrhyncha) |
|  |                                    |
|  | Heteroptera                        |
|  |                                    |

|               | Archaeorrhyncha                                                                    |
|               |                                                                                    |
| Prosorrhyncha | \| \| Peloridiomorpha (ou Coleorrhyncha) \| \| \| \| \| \| Heteroptera \| \| \| \| |
|               | \| \| Peloridiomorpha (ou Coleorrhyncha) \| \| \| \| \| \| Heteroptera \| \| \| \| |
|               | Peloridiomorpha (ou Coleorrhyncha)                                                 |
|               |                                                                                    |
|               | Heteroptera                                                                        |
|               |                                                                                    |

|  | Peloridiomorpha (ou Coleorrhyncha) |
|  |                                    |
|  | Heteroptera                        |
|  |                                    |

|               | Archaeorrhyncha                                                                    |
|               |                                                                                    |
| Prosorrhyncha | \| \| Peloridiomorpha (ou Coleorrhyncha) \| \| \| \| \| \| Heteroptera \| \| \| \| |
|               | \| \| Peloridiomorpha (ou Coleorrhyncha) \| \| \| \| \| \| Heteroptera \| \| \| \| |
|               | Peloridiomorpha (ou Coleorrhyncha)                                                 |
|               |                                                                                    |
|               | Heteroptera                                                                        |
|               |                                                                                    |

|  | Peloridiomorpha (ou Coleorrhyncha) |
|  |                                    |
|  | Heteroptera                        |
|  |                                    |

|               | Archaeorrhyncha                                                                    |
|               |                                                                                    |
| Prosorrhyncha | \| \| Peloridiomorpha (ou Coleorrhyncha) \| \| \| \| \| \| Heteroptera \| \| \| \| |
|               | \| \| Peloridiomorpha (ou Coleorrhyncha) \| \| \| \| \| \| Heteroptera \| \| \| \| |
|               | Peloridiomorpha (ou Coleorrhyncha)                                                 |
|               |                                                                                    |
|               | Heteroptera                                                                        |
|               |                                                                                    |

|  | Peloridiomorpha (ou Coleorrhyncha) |
|  |                                    |
|  | Heteroptera                        |
|  |                                    |

|               | Archaeorrhyncha                                                                    |
|               |                                                                                    |
| Prosorrhyncha | \| \| Peloridiomorpha (ou Coleorrhyncha) \| \| \| \| \| \| Heteroptera \| \| \| \| |
|               | \| \| Peloridiomorpha (ou Coleorrhyncha) \| \| \| \| \| \| Heteroptera \| \| \| \| |
|               | Peloridiomorpha (ou Coleorrhyncha)                                                 |
|               |                                                                                    |
|               | Heteroptera                                                                        |
|               |                                                                                    |

|  | Peloridiomorpha (ou Coleorrhyncha) |
|  |                                    |
|  | Heteroptera                        |
|  |                                    |

A partir deste cladograma, foram propostas duas classificações distintas:
- Classificação numa única subordem — Peloridiomorpha + Heteroptera formando uma subordem dentro da ordem Hemiptera, denominada Prosorrhyncha, ficando os hemípteros como um clado sem categoria taxonómica, situado entre a subordem e a infraordem. Se esta classificação acabar por se impor, o nome«Heteroptera» deixará de ser usado num futuro próximo.

- Classificação em duas subordens — Peloridiomorpha tem a categoria de subordem, com o nome Coleorrhyncha, de maneira que Heteroptera permaneça com igual nível taxonómico (subordem); Prosorrhyncha fica como um clado sem nível taxonómico entre a ordem e a subordem.

A monofilia destes sete agrupamentos foi confirmada em 2012 por um estudo de diversos genes utilizando técnicas de filogenia molecular. Em consequência, a manutenção das duas sub-ordens Gerromorpha e Dipsocoromorpha, como sugerido por alguns autores, não se justifica, pelo que a organização sistemática dos Heteroptera até ao nível taxonómico de família, com sete infra-ordens, com base numa revisão do agrupamento taxonómico publicada em 1995 e alargada e aprofundada na década seguinte, conduz à seguinte estrutura:
- Infraordem Enicocephalomorpha
  - Família Aenictopecheidae
  - Família Enicocephalidae

- Infraordem Dipsocoromorpha
  - Família Ceratocombidae
  - Família Dipsocoridae
  - Família Schizopteridae
  - Família Hypsipterygidae
  - Família Stemmocryptidae

- Infraordem Gerromorpha
  - Superfamília Gerroidea
    - Família Gerridae (família do alfaiate e outros percevejos-d'água)
    - Família Hermatobatidae
    - Família Veliidae

  - Superfamília Hebroidea
    - Família Hebridae
    - Família Macroveliidae
    - Família Paraphrynoveliidae

  - Superfamília Hydrometroidea
    - Família Hydrometridae

  - Superfamília Mesoveloidea
    - Família Mesoveliidae

- Infraordem Nepomorpha
  - Superfamília Corixoidea
    - Família Corixidae

  - Superfamília Naucoroidea
    - Família Aphelocheiridae
    - Família Potamocoridae
    - Família Naucoridae

  - Superfamília Nepoidea
    - Família Belostomatidae
    - Família Nepidae

  - Superfamília Notonectoidea
    - Família Notonectidae (Notonecta - família das notonectas)
    - Família Pleidae
    - Família Helotrephidae

  - Superfamília Ochteroidea
    - Família Gelastocoridae
    - Família Ochteridae

- Infraordem Leptopodomorpha
  - Superfamília Leptopodoidea
    - Família Leptopodidae
    - Família Omaniidae

  - Superfamília Saldoidea
    - Família Aepophilidae
    - Família Saldidae

- Infraordem Cimicomorpha
  - Superfamília Cimicoidea
    - Família Anthocoridae
    - Família Cimicidae (família do percevejo de cama)
    - Família Lasiochilidae
    - Família Lyctocoridae
    - Família Plokiophilidae
    - Família Polyctenidae

  - Superfamília Joppeicoidea
    - Família Joppeicidae

  - Superfamília Microphysoidea
    - Família Microphysidae

  - Superfamília Miroidea
    - Família Miridae
    - Família Thaumastocoridae
    - Família Tingidae

  - Superfamília Naboidea
    - Família Medocostidae
    - Família Nabidae

  - Superfamília Reduvioidea
    - Família Pachynomidae
    - Família Reduviidae (família dos triatomíneos)

  - Superfamília Velocipedoidea
    - Família Curaliidae
    - Família Velocipedidae

- Infraordem Pentatomomorpha
  - Superfamília Aradoidea
    - Família Aradidae
    - Família Termitaphididae

  - Superfamília Coreoidea
    - Família Alydidae
    - Família Coreidae (coreídeos ou família do percevejo-do-maracujá)
    - Família Rhopalidae
    - Família Hyocephalidae
    - Família Stenocephalidae

  - Superfamília Idiostoloidea
    - Família Henicocoridae
    - Família Idiostolidae

  - Superfamília Lygaeoidea
    - Família Artheneidae
    - Família Berytidae
    - Família Blissidae
    - Família Colobathristidae
    - Família Cryptorhamphidae
    - Família Cymidae
    - Família Geocoridae
    - Família Heterogastridae
    - Família Lygaeidae (ligueídeos ou família do percevejo-das-gramíneas)
    - Família Malcidae
    - Família Ninidae
    - Família Oxycarenidae
    - Família Pachygronthidae
    - Família Piesmatidae
    - Família Rhyparochromidae

  - Superfamília Pentatomoidea
    - Família Acanthosomatidae
    - Família Canopidae
    - Família Cydnidae
    - Família Corimelaenidae
    - Família Dinidoridae
    - Família Lestoniidae
    - Família Megarididae
    - Família Pentatomidae (pentatomídeos ou família dos percevejos-fedorentos)
    - Família Phloeidae
    - Família Plataspididae
    - Família Scutelleridae
    - Família Tessaratomidae
    - Família Thaumastellidae
    - Família Urostylididae
    - Família Saileriolidae

  - Superfamília Pyrrhocoridea
    - Família Largidae
    - Família Pyrrhocoridae

## Galeria

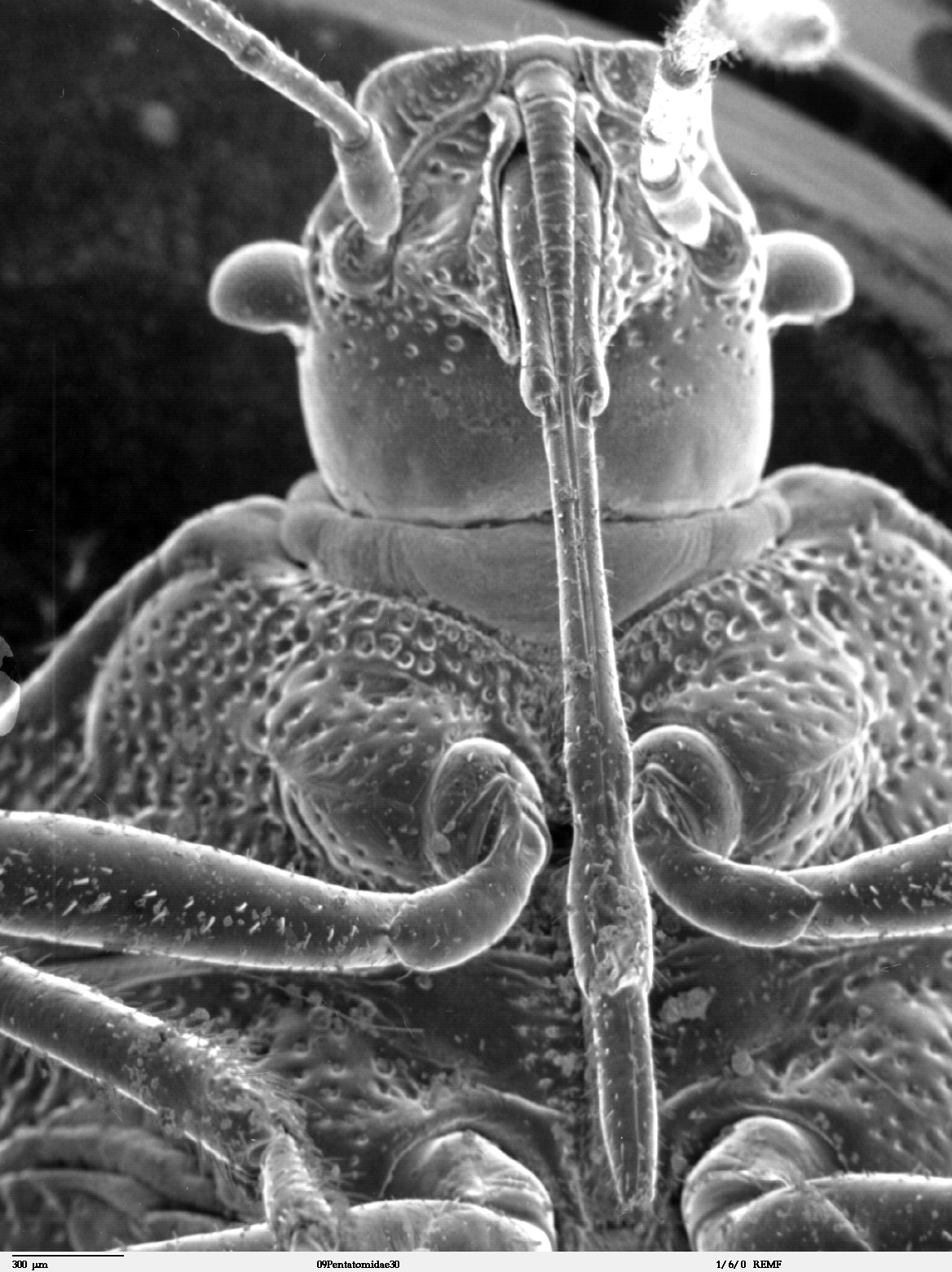
Aparato bucal (rostro) de um heteróptero.
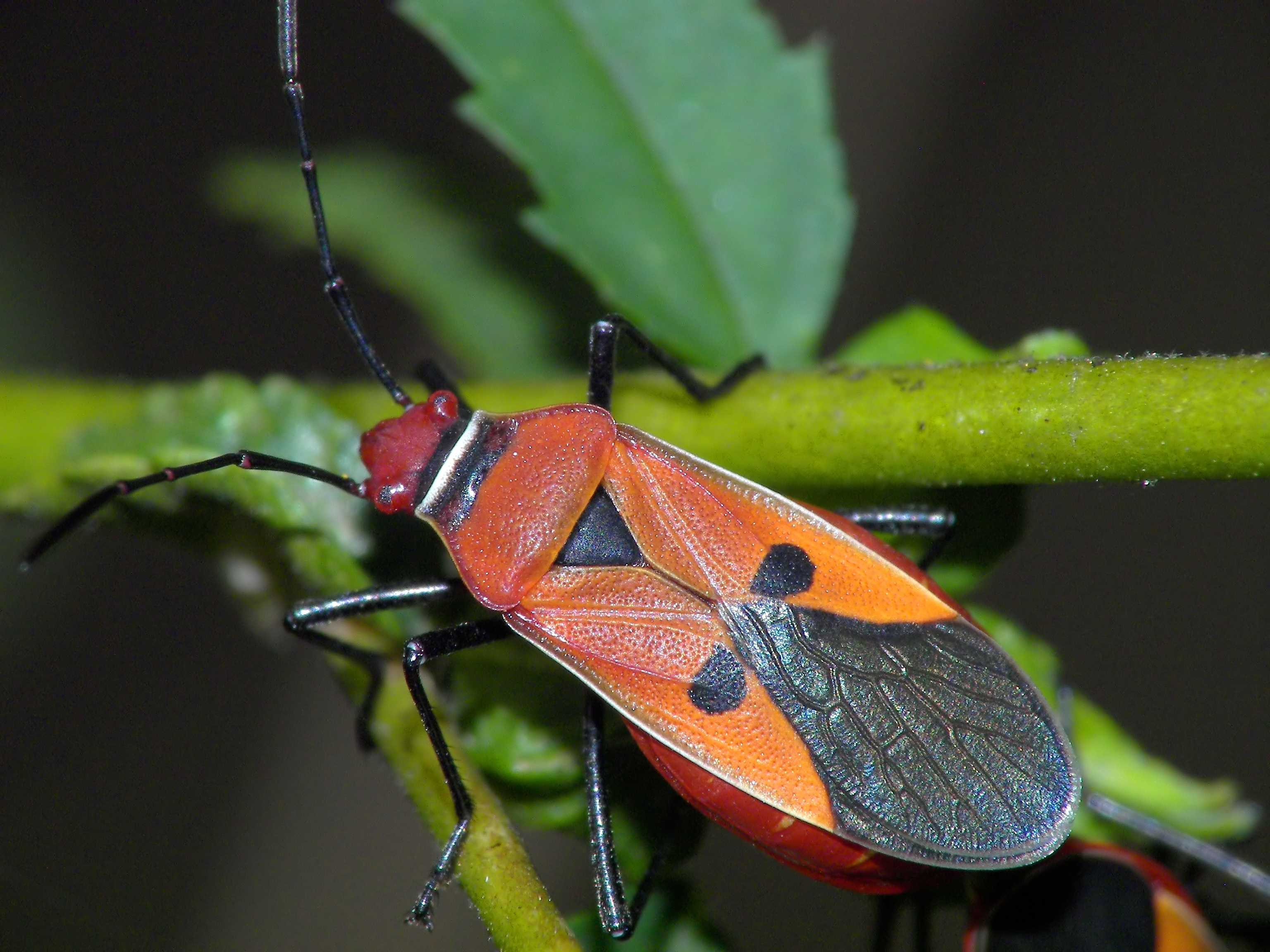
Pyrrhocoridae.
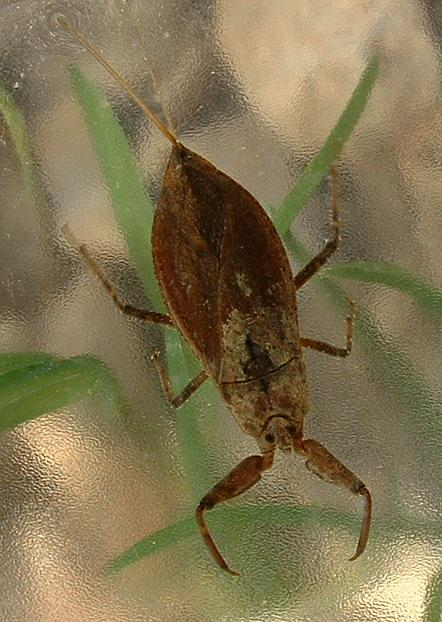
Nepidae.
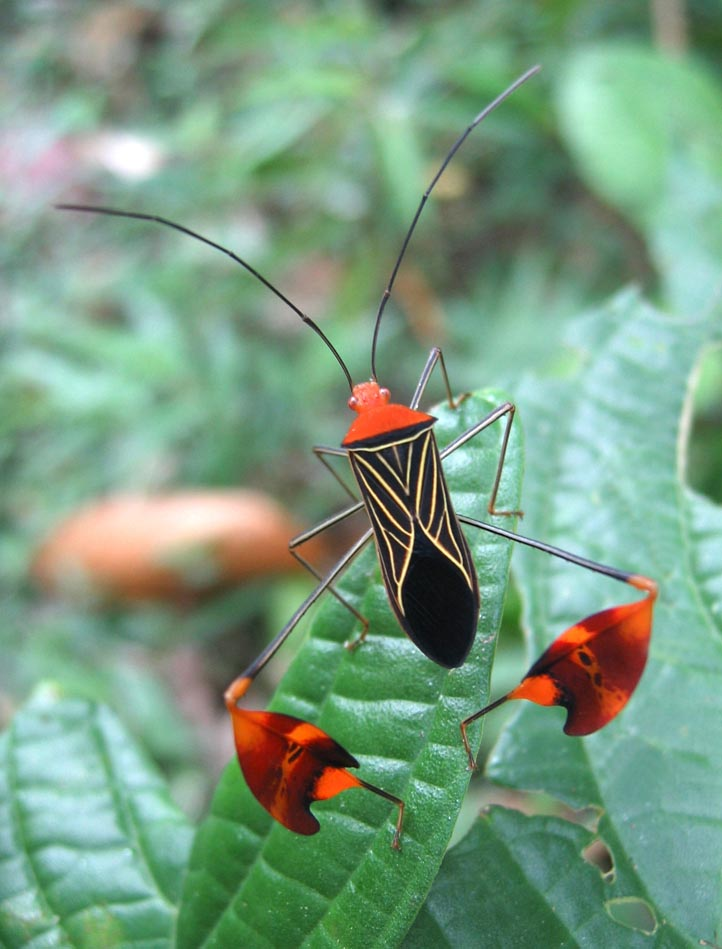
Coreidae.
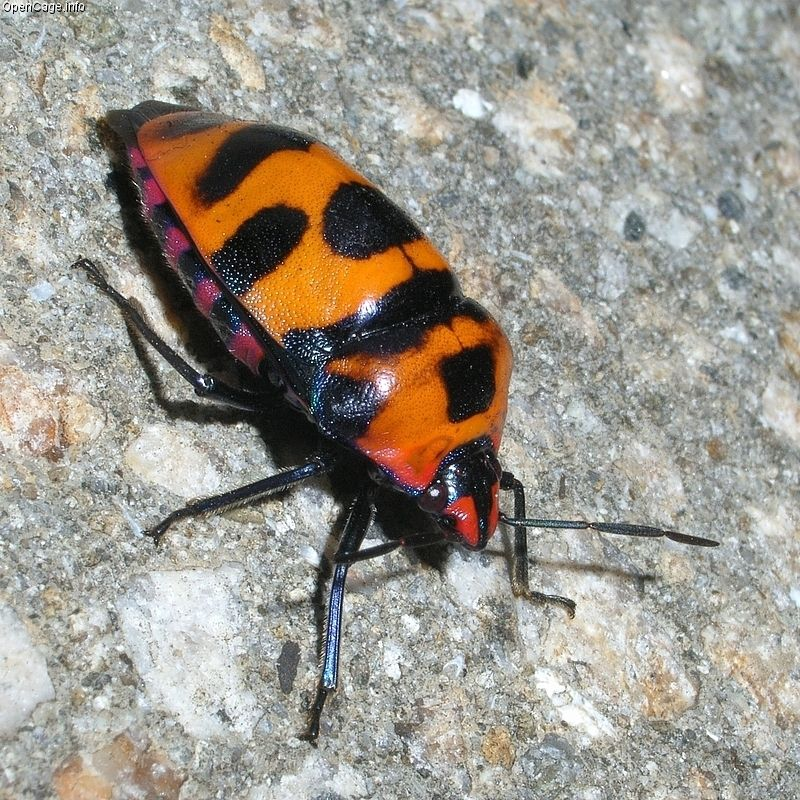
Scutelleridae.
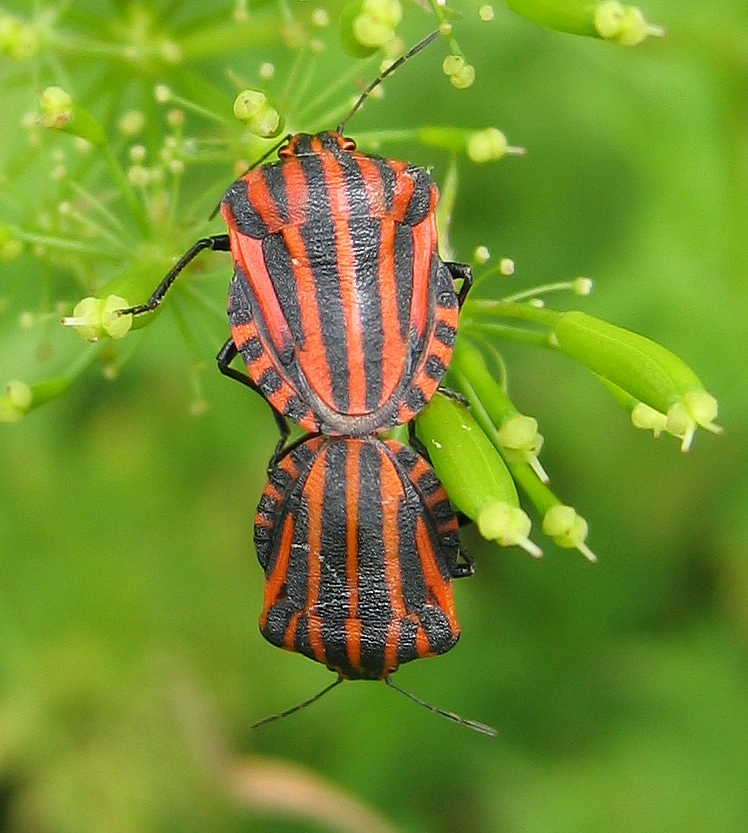
Pentatomidae.
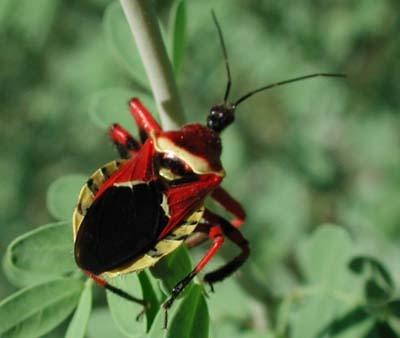
Reduviidae.
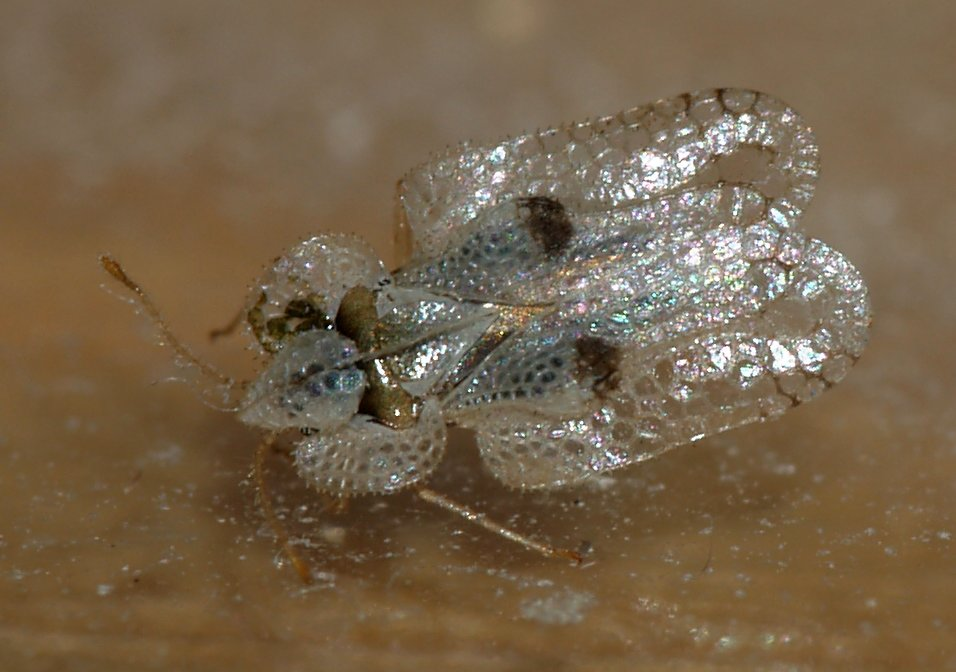
Tingidae.
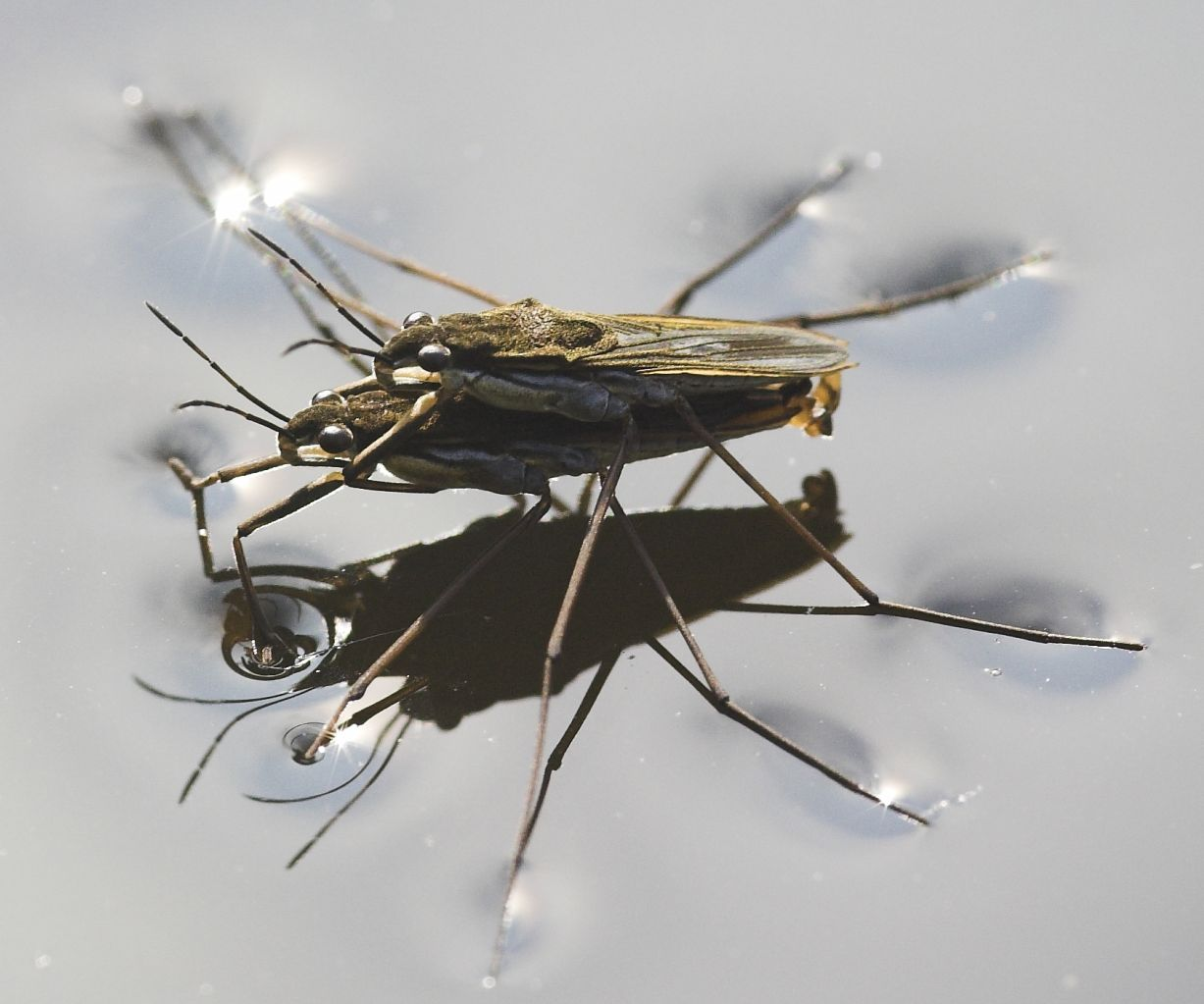
Gerridae (acasalamento de Gerris najas).